# Marie-Philip Poulin
Marie-Philip Poulin (Beauceville, 28 de março de 1991) é uma jogadora de hóquei no gelo feminino canadense. Conquistou junto com a seleção canadense o tricampeonato olímpico nos Jogos de 2010,  2014 e 2022.
Foi a heroína do tetracampeonato olímpico consecutivo do Canadá nos Jogos Olímpicos de Inverno ao vencer de virada os Estados Unidos por 3 a 2 em uma final decidida com dois gols dela na prorrogação em Sochi 2014, sendo eleita a melhor jogadora do torneio.